# Fontaine des Lions (Riom)
Pour les articles homonymes, voir Fontaine des Lions.
La fontaine des Lions est une fontaine située dans le centre-ville de Riom en Auvergne, rue de l'Horloge. Elle est réalisée en 1614 avec pour matériau de construction la pierre de Volvic.

## Protection
Elle est inscrite aux monuments historiques depuis 1971 et figure parmi les six fontaines de la ville à être classées ou inscrites au titre des monuments historiques.

## Présentation
Actuellement située rue de l'Horloge, elle n'est pas à son emplacement initial. La position géographique de cette dernière en 1614 est disputée. On sait qu'elle fut précédemment située à l'intersection des rues de l'Horloge et de la Charité mais il est actuellement avancé que sa position d'origine était entre la place des Taules et la porte Layat.
La fontaine réalisée en trachy-andésite est composé d'un bassin circulaire à profil galbé. La partie supérieure et centrale de la composition est celle d'un triangle flanqué à ses angles de trois statues de lions qui crachent l'eau dans le bassin. Le sommet de la fontaine supporte un piédestal portant une urne mais il s'agit d'un ajout de style rocaille s'étant opéré au milieu du XVIIIe siècle. Cette dernière remplace une croix monumentale alors déplacée dans le cimetière voisin. La révolution marque une destruction partiel de la fontaine et le siècle suivant, moment de sa présence rue Malouet elle est de nouveau déplacée pour finalement revenir rue de la l'Horloge, à proximité de la place des Taules, son emplacement initial.